# キンライサー
株式会社キンライサー（英語: Kinliser Co.,Ltd.）は、東京都港区に本社を置く、ガス給湯器及びエコキュートをはじめとする製品の販売、設置事業を展開する企業である。企業理念を3つの概念で構成している。企業としての使命を表す「MISSION」、実現するべき目標を表す「VISION」、社会へ提供する独自価値を表す「VALUE」。
代表取締役社長である森崇伸が、自動車整備士や給湯器の施工スタッフを経て、23歳だった頃に個人事業主として、大阪府豊中市にガス給湯器専門工事業として「近畿ライフサービス」を設立。2018年8月に社名を「キンライサー」に変更し、現在に至る。

## 沿革
- 1998年（平成10年）9月1日 - 資本金100万円で個人事業として大阪府豊中市でガス給湯器専門工事業として創業[5][6]。
- 1999年（平成11年）9月 - 個人事業から有限会社近畿ライフサービスへと法人設立（資本金300万円）[7]。事業拡大にともない大阪府吹田市垂水町へ事務所移転[7]。
- 2001年（平成13年）2月 - 兵庫県神戸市に神戸サービスセンターを開設[7]。
- 2003年（平成15年）3月 - 京都府京都市に京都サービスセンターを開設[7]。
- 2004年（平成16年）1月 - 有限会社から株式会社へ移行（資本金1,000万円）[7]。同年11月に南大阪サービスセンターを開設[7]。
- 2006年（平成18年）3月 - 大阪府吹田市垂水町から吹田市南金田へ事務所移転[7]。
- 2011年（平成23年）3月 - 自社ビル購入[7]。
- 2012年（平成24年）6月 - 神奈川県横浜市港北区新横浜に横浜支店を開設[7]。
- 2013年（平成25年）6月 - 東京都武蔵野市に西東京支店を開設[7]。
- 2015年（平成27年）
  - 6月 - 東京都江戸川区西葛西に東東京オフィスを開設[7]。
  - 9月 - 関西にてテレビCMを放映開始[7]。
- 2016年（平成28年）9月 - コールセンターを新大阪オフィスに移設[7]。翌月、組織変更に伴い、営業拠点を7箇所へ統廃合[7]。
- 2017年（平成29年）10月 - 堺サービスセンターを開設、12月に兵庫施工センターを開設[7]。
- 2018年（平成30年）
  - 2月 - 神戸サービスセンターを開設[7]。
  - 8月 - 商号を株式会社キンライサーに変更[7]。本社を大阪から新横浜に移転[7]。
  - 12月 - 資本金を5,000万円に増資[7]。
- 2019年（令和元年）
  - 6月 - 越谷サービスセンター、西宮サービスセンターを開設し、京都サービスセンターを新規移転[7]。
  - 10月 - 横浜サービスセンターを移転[7]。
  - 11月 - 名古屋サービスセンターを開設[7]。
  - 12月 - 西日本に物流センターを開設[7]。
- 2020年（令和2年）
  - 3月 - 大阪本店を移転[7]。
  - 4月 - 福岡サービスセンター、千葉サービスセンター、相模原サービスセンターを開設[7]。
  - 7月 - コールセンターを新横浜オフィスに新設[7]。
  - 8月 - 本社を神奈川県横浜市港北区新横浜から東京都港区虎ノ門に移転[7]。
  - 10月 - 東日本に物流センターを新設[7]。
  - 11月 - 西東京サービスセンターを東京都武蔵野市から東京都立川市へ移転[7]。
- 2021年（令和3年）
  - 4月 - 堺サービスセンターを大阪府堺市堺区から大阪府堺市西区へ移転[7]。
  - 8月 - CI・ロゴを刷新し、コーポレートサイトをリニューアル[7]。
  - 9月 - 北海道札幌市白石区に札幌サービスセンターを開設[7]。
  - 10月 - 東東京サービスセンターを東京都江戸川区西葛西から東京都江戸川区本一色へ移転[7]。
- 2022年（令和4年）
  - 2月 - 神戸サービスセンター・西宮サービスセンター・西日本物流センターを兵庫県西宮市鳴尾浜へ移転[7]。
  - 3月 - 東日本物流センターを神奈川県川崎市川崎区へ移転[7]。
  - 9月 - 川崎サービスセンターを開設[7]。
- 2023年（令和5年）
  - 8月 - 西東京オフィス・新横浜オフィスを統合[7]。
  - 8月 - 大阪サービスセンターを開設[7]。
  - 8月 - 大阪本店を江坂オフィスに移設[7]。
  - 11月 - 大阪北サービスセンターを新設[7]。
  - 12月 - 名古屋サービスセンターを愛知県一宮市萩原町へ移転[7]。
  - 12月 - 西日本トレーニングセンターを新設[7]。
- 2024年（令和6年）
  - 2月 - 東日本トレーニングセンターを新設[7]。
- 2025年（令和7年）
  - 2月 - 京都サービスセンターを移転[7]。
  - 2月 - 横浜町田サービスセンターを新設[7]。
  - 3月 - 横浜サービスセンターを横浜町田サービスセンターに移転。[7]。
  - 5月 - 千葉サービスセンターを移転[7]。

## 事業所
本社
東京都港区虎ノ門1-3-1 東京虎ノ門グローバルスクエア12F
品川オフィス
東京都港区港南2-13-40 品川TSビル5F
横浜町田サービスセンター
神奈川県大和市中央林間7-12-2
川崎サービスセンター
神奈川県川崎市川崎区夜光2-4-1 ESR川崎夜光DC3F 東日本物流センター内
東東京サービスセンター
東京都江戸川区1-30-5 アートKS本一色ビル1F
埼玉サービスセンター
埼玉県越谷市南荻島1136-1
千葉サービスセンター
千葉県千葉市花見川区犢橋町1659-1
江坂オフィス
大阪府吹田市垂水町3-25-13 吹田江坂ビル3階
大阪サービスセンター
大阪府東大阪市吉田下島1-10 佐川グローバルロジスティクス㈱　東大阪SRC３階
神戸・西宮サービスセンター
兵庫県西宮市鳴尾浜1-20-2 GLP鳴尾浜3階 西日本物流センター内
京都サービスセンター
京都府京都市伏見区竹田田中宮町16番地
名古屋サービスセンター
愛知県一宮市萩原町東宮重字江北17-1 佐川グローバルロジスティクス㈱　尾張一宮サービスセンター3階
福岡サービスセンター
福岡県福岡市博多区諸岡3丁目6-15 KSJビル1F
札幌サービスセンター
北海道札幌市白石区菊水元町五条2-3-10
東日本物流センター
神奈川県川崎市川崎区夜光3-2-3 DPL夜光物流センター5F
西日本物流センター
兵庫県西宮市鳴尾浜1-20-2 GLP鳴尾浜3階

## テレビCM
前述したとおり、CMは2015年9月から関西にて、2016年9月からは関西に加え関東でも放送開始。
近畿ライフサービス時代にはフラダンス編が関西ローカルで、井戸端トーク編が関西に加え関東でも放送が開始された。
テレビCM放送開始後はテレビ番組への提供も開始した。提供番組のうち、『情報ライブ ミヤネ屋』（読売テレビ）では当初は上記と同様に関西地区のみのローカルセールス枠のみの提供であったが、後に14時台のネットセールス枠への提供となり、日本全国で放送されるようになった。
社名をキンライサーに変更後、2019年より、お笑いトリオ・ダチョウ倶楽部が出演するテレビCMを放送され、CM内容はダチョウ倶楽部がかつて出演していたテレビ番組内の人気コーナー「熱湯コマーシャル」を再現したものとなった。2021年からは、ダチョウ倶楽部とアンミカが出演のテレビCMを放送され、CM内容はアンミカが給湯器の交換をした時の得したエピソードを力強く説明し、アンミカの説明を聞くダチョウ倶楽部はおしとやかな女性に扮して出演し、これまでのイメージを覆す演出となった。
しかし、ダチョウ倶楽部のメンバー・上島竜兵が2022年5月11日に急逝したことを受けて、テレビCMの放送および番組の提供を自粛、提供枠はACジャパンのCMに差し替えられた。同年7月にテレビCMの放送を再開したものの、ダチョウ倶楽部は登場せず、アンミカの声だけが流れるバージョンに変更。同年10月からは、アンミカ、ダチョウ倶楽部の肥後と寺門に加えて、劇団ひとりが出演するCMが放送された。
2023年9月23日からは、肥後・寺門・アンミカに加えて、「キュートーズ」（給湯器とヤカンがモチーフの公式キャラクターコンビ）の着ぐるみが登場するテレビCMを新たに2バージョン放送。一方のバージョンにはダチョウ倶楽部の伝統芸（「聞いてないよ～」やジャンプ芸）が盛り込まれていて、もう一方のバージョンには、上島の十八番だった「熱湯風呂」に「キュートーズ」が挑もうとする旨の演出が為されている。